# Jon Norfolk
Jonathan Philip Norfolk, MBE (* 29. März 1975 in Keighley) ist ein britischer Radsporttrainer und ehemaliger Bahnradsportler.

## Sportliche Laufbahn
2001 und 2002 wurde Jon Norfolk britischer Meister im Keirin. Zudem belegte er 2001 den dritten Platz im 1000-Meter-Zeitfahren und wurde 2005 nationaler Vize-Meister in dieser Disziplin. 2005 gewann er die traditionsreiche Champion of Champions Trophy und das Rennen The Golden Wheel, ein traditionsreiches internationales Bahnrennen in London.
Ab 2008 fuhr Norfolk als Pilot für den sehbehinderten Radsportler Anthony Kappes bei Paracycling-Wettbewerben. Beim Paracycling-Bahn-Weltcup in Manchester im Mai 2008 schlugen Kappes und Norfolk das Duo Simon Jackson und Barney Storey im Sprint sowie im 1000-Meter-Zeitfahren, wobei sie im Zeitfahren einen neuen Weltrekord von 1.02,06 Minuten aufstellten.

## Arbeit als Trainer
Anschließend arbeitete Jon Norfolk als Assistenz-Trainer des britischen Sprint-Nationalteams. Im Mai 2013 wurde er Cheftrainer der britischen Paracycling-Mannschaft. 2017 wechselte er als Trainer zum australischen Radsportverband Cycling Australia. Im Herbst 2019 ging er als Trainer zum britischen Verband British Cycling zurück.

## Ehrungen
2017 wurde Norfolk zum Member des Order of the British Empire ernannt.

## Erfolge
2001
- Britischer Meister – Keirin

2002
- Britischer Meister – Keirin